# Carlo Roero di Cortanze
Carlo Tommaso Roero, marchese di Cortanze (Torino, 26 settembre 1742 – Torino, 23 maggio 1808) è stato un nobile italiano, sindaco di Torino nel 1788.

## Biografia
Figlio di Cesare Massimiliano (nato nel 1698) e di Cristina Maria Elena Mazzetti di Frinco, nel 1762 sposò Vittoria Nomis di Pollone (1745-1780), con cui ebbe i figli Aventino (1764-1847) e Luigi (1774-1850).
Fu sindaco di Torino nel 1788, con Pietro Borghese.
Il nonno Ercole Tomaso era stato Viceré di Sardegna tra il 1727 e il 1731.